# Grégory Fastré

## Biographie
Grégory Fastré, né le 17 octobre 1980 à Verviers en Belgique est un pilote de vitesse moto.

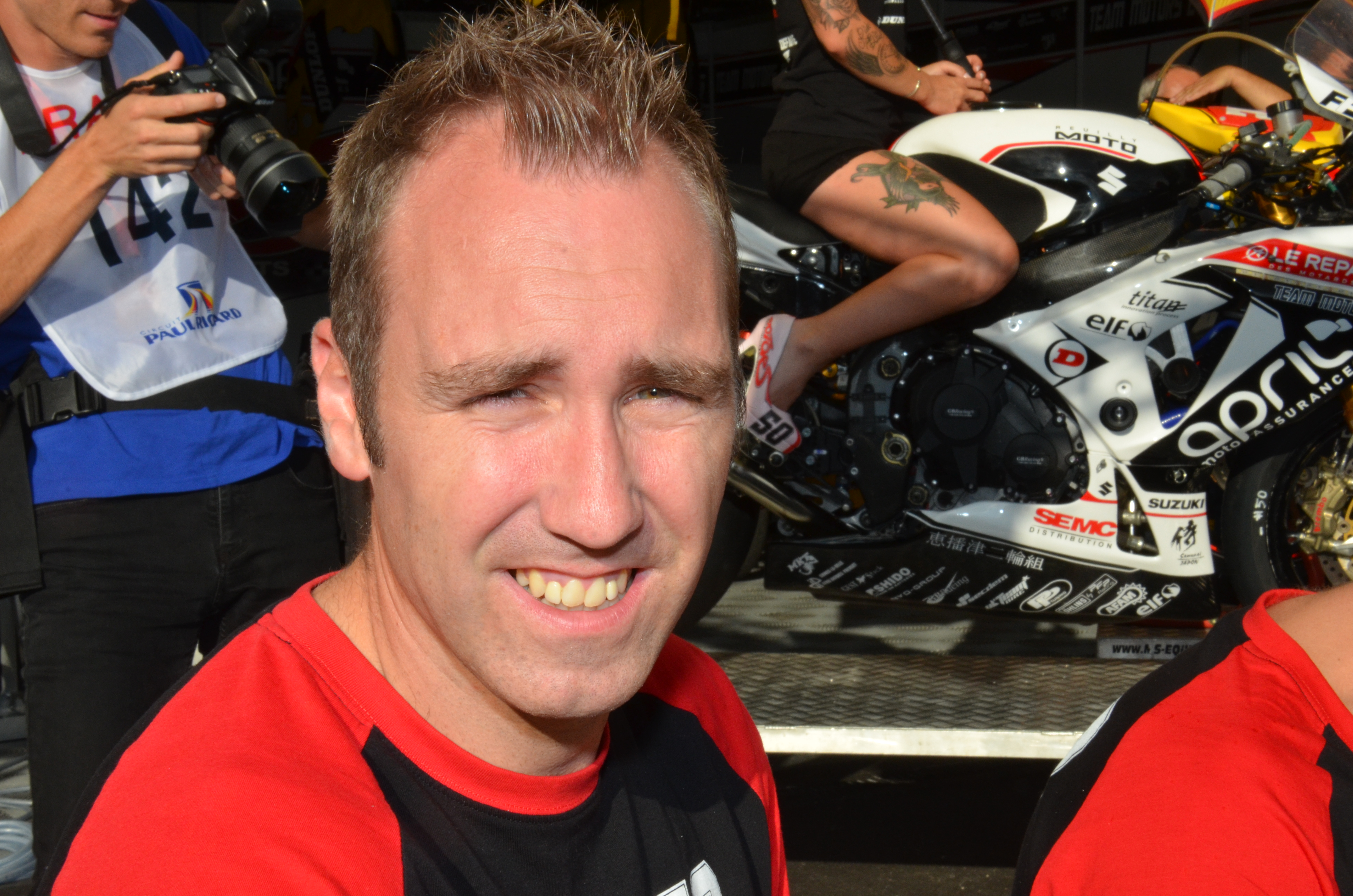
Grégory Fastre au Bol d'Or 2016

Depuis son plus jeune âge, Grégory Fastré a été plongé dans la compétition, en basket, en vtt, mais surtout en compétition moto, domaine où il atteint le championnat mondial d’endurance.
Plusieurs fois champion de Belgique de sa discipline. Il s'est fait remarquer en signant des performances de premier plan en championnat du monde d'endurance moto, lors d'épreuves comme les 24 heures du Mans moto ou les 24h du Bol d'or.
Il dispute ses premières courses en scooter mais débute réellement sa carrière de pilote de vitesse en prenant part à la coupe Aprilia 250 cm3 en 1999. Après son sacre de 2001 en 250 cm3, il est engagé pour concourir en BMW Boxer Cup International, les courses se déroulent en prologue des Moto GP.
En 2003, il retourne en championnat de Belgique en classe Superstock et Supersport 600 cm3.
En 2004, Greg fait ses armes en championnat d'europe Superstock, c'est aussi cette année où il monte pour la première fois sur le podium des 24h du Bol d'or à Magny-Cours.
En 2005, il remporte ses premières 24h du Mans en catégorie Superstock
En 2010, Grégory met son expérience au profit du développement d'une moto de course électrique par le campus moto de Francorchamps. De 2010 à 2013, Greg domine le championnat de Belgique Superbike (3 titres consécutifs)
En 2012 et 2013 il remporte deux années de suite le titre de champion du monde d'endurance en coupe FIM avec deux équipes différentes.
En 2014, il fait équipe avec Richard Hubin (champion du Monde d'Endurance en 1983) en European Classic Series au guidon d'une moto préparée par le Team Belgium Force. Les deux champions du monde remportent le titre.
Après une saison 2015 en demi-teinte, marquée pas de nombreux problèmes mécaniques Gregory effectue en 2016 sa meilleure saison en mondiale d'endurance 2e aux 24h du Mans et s'emparant de la tête du championnat lors des 12h de Portimao avec le Team April Moto Motors Events, ils finiront en 3e position.
Instructeur certifié ADEPS il aime aussi pouvoir faire profiter autrui de son expérience tirée de la course. À ce titre, il est actif dans plusieurs écoles de pilotage en Belgique

## Palmarès
- 2021
  - 24h Bol d'or, 2ème Stocksport 4ème au classement général avec Le Team RAC41
- 2020
  - Champion d'Europe FIM Endurance European Classic Open avec le Team Belgium Force
- 2016
  - 3e Championnat du monde d'endurance "EWC" avec le Team Motors Events April Moto
  - 24 heures du Mans moto, 2e au classement général
  - Vice champion European Classic Series avec le Team Belgium Force
- 2015
  - Championnat du monde d'endurance "EWC" avec le Team Motors Events April Moto
  - Vice Champion European Classic Series avec le Team Belgium Force
- 2014
  - Championnat du monde d'endurance "EWC" avec le Team Motors Events April Moto
  - Champion European Classic Series avec le Team Belgium Force
- 2013
  - Champion du monde d'endurance "COUPE FIM" avec le Team Motors Events April Moto
- 2012
  - Champion de Belgique Superbike (Team Herpigny Motors - BMW S1000RR)
  - Champion Belgian Moto Endurance (Team Herpigny Motors - BMW S1000RR)
  - Champion du monde d'endurance "COUPE FIM" avec le Team PENZ13-KRAFTWERK-HERPIGNY RACING
- 2011
  - Champion de Belgique Superbike (Team Herpigny Motors - BMW S1000RR)
  - Champion Belgian Moto Endurance (Team Herpigny Motors - BMW S1000RR)
  - Vice champion du monde d'endurance "COUPE FIM" (Team Van Zon Boenig Motorsportschool Penz13 RT - BMW S1000RR)
  - 8H Albacete  1er stocksport (Van Zon Boenig Motorsportschool Penz13 RT - BMW S1000RR)
- 2010
  - Champion de Belgique Superbike (Team Herpigny Motors - BMW S1000RR)
  - Champion de Belgique Supersport (Team DDB - Yamaha R6)
  - 24 h du Bol d'or, 1er stocksport et 6e au classement général (Team Bikers' Days Endurance)
  - 24 h de Barcelone, 1er stocksport et 3e au classement général (Team 33 Endurance)
- 2009
  - Vice-Champion de Belgique Endurance 600 cm³ (Team Campus Francorchamps)
  - Belgian SBK sur Ducati 1098RR Francorchamps-Moto
  - * Arrêt saison sur blessure
- 2008
  - Champion de Belgique Endurance 600 cm³ (Team Campus Francorchamps)
  - 24 heures du Mans moto, 3e au classement général (Team Acropolis Moto Expert)
  - 24 h de Barcelone, 1er stocksport et 3e au classement général (Team Decibel Endurance)
  - 8 h d'Oschersleben, 2e Open et 13e au classement général (Team Bmw Officiel)
  - 8 h de Spa, 1er 600 cm³ et 3e au classement général (Team Campus Francorchamps)
- 2007
  - Championnat du Monde d’endurance moto
  - 2e des 24 heures du Mans moto catégorie Superprod, 11e au scratch sur Kawasaki Jadoul Motosport
  - 2e des 24h d’Oschersleben Superprod, 8e au scratch sur Kawasaki Jadoul Motosport
  - 5e scratch des 24 h du Bol d’Or sur Yamaha R1 Superbike du Team Acropolis Moto Expert
- 2006
  - Championnat du monde d'endurance moto Superbike sur Yamaha R1 Moto 38
- 2005
  - Champion de Belgique Probike * catégorie Freebike sur Yamaha R1 Bikers' Days - Acropolis
  - Champion de Belgique Superstock * sur Yamaha R1 Bikers' Days - Acropolis
  - Participation au Master Of Endurance sur Yamaha R1 Bikers' Days - Acropolis
  - Victoire des 24 heures du Mans moto catégorie Stocksport sur Yamaha R1 Bikers' Days - Acropolis
  - 2e Stocksport des Master Of Endurance 2005
- 2004
  - Championnat d'Europe Superstock sur Yamaha R1 Zone rouge
  - 2e du Bol d'or catégorie Stocksport et 5e au scratch avec le team français EMS 99
  - Élu casque d'or catégorie Vitesse
- 2003
  - Championnat de Belgique Stock600 et Supersport sur Kawasaki ZX6rr
  - Participation à l’épreuve mythique des 24 heures de Liège avec le team Jadoul
  - Vice-champion de Belgique Stock600
- 2002
  - BMW Boxer Cup International
  - Pole position à Assen
- 1999-2001
  - Championnat de Belgique sur Aprilia 250 cm³
  - Champion de Belgique et vainqueur du challenge Aprilia en 2001
  - Élu casque d'or catégorie Espoir
- 1997-1998
  - Début en compétition
  - Endurance scooter 50 cm³
  - 1er les deux années